# Sanna Krepper
Susanna Margareta "Sanna" Krepper, född Nygren den 31 maj 1972 på Lidingö, är en svensk skådespelare.

## Biografi
Krepper utbildades vid Teaterhögskolan i Stockholm 1999–2002. Hon TV-debuterade 1998 i serien Aspiranterna, där hon gjorde rollen som Eva Jonsson. 2003 medverkade hon i filmen Om jag vänder mig om och 2005–2006 i TV-serien Lite som du. 2009 spelade hon Susanne Linder i Stieg Larsson-filmatiseringen Luftslottet som sprängdes. Hon har även gjort radioteater och flera roller på Stockholms Stadsteater.
Hon är gift med skådespelaren Magnus Krepper.

## Filmografi (i urval)

### Film
- 1999 – Vuxna människor (som Sanna Nygren)
- 2003 – Om jag vänder mig om
- 2006 – Inga tårar
- 2009 – Luftslottet som sprängdes
- 2010 – Holger & Vilde
- 2010 – Klara
- 2013 – Mördaren ljuger inte ensam
- 2013 – Återträffen

### TV
- 1998 – Aspiranterna (TV-serie) (som Sanna Nygren)
- 1999 – Anna Holt (TV-serie) (gästroll, som Sanna Nygren)
- 2005–2006 – Lite som du (TV-serie)
- 2009 – Oskyldigt dömd (TV-serie) (gästroll)2010 – Kommissarie Winter (TV-serie)
- 2021 – En kunglig affär (TV-serie) – Anna Haijby

## Teater

### Roller (ej komplett)
| År   | Roll                                   | Produktion                                         | Regi            | Teater                 |
| ---- | -------------------------------------- | -------------------------------------------------- | --------------- | ---------------------- |
| 2003 | Madame Tjerdjakov Hustrun Nina Flickan | Nysningen Neil Simon                               | Johan Wahlström | Stockholms stadsteater |
| 2003 | Estelle Genovese Susan                 | Allt eller inget Terrence Mcnally och David Yazbek | Marianne Mörck  | Stockholms stadsteater |
| 2004 | Horatio                                | Hamlet William Shakespeare                         | Philip Zandén   | Stockholms stadsteater |
| 2004 | Sara Tansey                            | Hjälten John Millington Synge                      | Thommy Berggren | Stockholms stadsteater |
| 2008 | Kommissarie Rooney                     | Arsenik och gamla spetsar Joseph Kesselring        | Eva Dahlman     | Stockholms stadsteater |
| 2013 | Iris Polis                             | Rain Man Dan Gordon                                | Emma Bucht      | Rival                  |
| 2017 | Jonna Berättare                        | Bläck eller Blod Erik Norberg och Alexander Öberg  | Alexander Öberg | Riksteatern            |